# Gerichtsbezirk Golling
Der Gerichtsbezirk Golling war ein dem Bezirksgericht Golling unterstehender Gerichtsbezirk im Bundesland Salzburg. Der Gerichtsbezirk bestand bis 1. Juni 1923 und umfasste den südöstlichen Teil des Bezirks Hallein.

## Geschichte und Gerichtssprengel
Das Gericht der Burg Golling geht in die frühe Neuzeit zurück, als Verwaltungssitz des Fürsterzbistum Salzburg. 1784 wird dessen Unterteilung in 23 Rotten gegeben mit: Markt Golling, Obergau, Scheffau, Thorren, Vor- und Mosegg, Markt Kuchel, Weissenbach, Jardorf und Garney, Moos, Kellau, Tauggl, Oberlangenberg, Unterlangenberg, Georgenberg, Figaun, Paumhof, Rengenberg, Gaissau, Riedel und Aigen, Wendach, Adnet, Wimberg, Spumberg. Sie umfassten zusammen 500 ganze, 230 halbe und 147 Viertel-Höfe.
1805, nach der Säkularisation und in den Napoleonischen Kriegen wurde das Gericht im Salzachkreis unter französisch-bayerischer Herrschaft aufgelöst und dem Gerichtsbezirk Hallein zugeteilt.
Der Gerichtsbezirk Golling wurde dann gemeinsam mit 22 anderen Gerichtsbezirken im Salzburgkreis durch einen Erlass des k.k. Oberlandesgerichtes Linz – seinerzeit zuständig, Salzburg wurde erst kurz später eigenes Kronland – am 4. Juli 1850 wiedergeschaffen. Er umfasste nun ursprünglich die 15 Steuergemeinden Georgenberg, Golling, Jadorf, Kellau, Kuschl, Obergäu, Oberlangerberg, Rengerberg, Scheffau, Taugl, Tauglboden, Torren, Vigaun, Voregg, Weißenbach.
Der Gerichtsbezirk bildete im Zuge der Trennung der politischen von der judikativen Verwaltung
ab 1868 gemeinsam mit den Gerichtsbezirken Abtenau, Hallein, Mattsee, Neumarkt, Oberndorf, Salzburg und Sankt Gilgen den Bezirk Salzburg-Umgebung.
Per 1. September 1896 wurden die Gerichtsbezirke Golling, Abtenau und Hallein vom Bezirk Salzburg-Umgebung abgetrennt und zum neuen Bezirk Hallein (Tennengau) vereint.
Der Gerichtsbezirk Golling wurde per 1. Juni 1923 gemeinsam mit den Gerichtsbezirken Lofer und Mattsee aufgelöst, wobei der Gerichtsbezirk Golling wieder dem Gerichtsbezirk Hallein zugeschlagen wurde.
Der Gerichtsbezirk Golling umfasste vor der Auflösung das Gebiet der heutigen fünf Gemeinden Bad Vigaun, Golling an der Salzach, Kuchl, Sankt Koloman und Scheffau am Tennengebirge.